# Sankt Petersburg MČS University Team 2022
Questa voce raccoglie le informazioni riguardanti il Sankt Petersburg MČS University Team nelle competizioni ufficiali della stagione 2022.
La squadra ha rifiutato di giocare in trasferta a Samara, pertanto il suo posto ai playoff è stato preso dai Moscow Spartans 2.

## EESL Vtoraja Liga 2022

### Stagione regolare
| Mosca 30 aprile 2022 1ª giornata | Sechenov Phoenix 2 | 20 – 56 referto | Sankt Petersburg MČS University Team | Stadion Burevetnik |

| San Pietroburgo 14 maggio 2022, ore 14:00 MSK 2ª giornata | Sankt Petersburg MČS University Team | 6 – 48 referto | Moscow Spartans 2 | Stadion Zvezda |

| Čerepovec 28 maggio 2022, ore 13:00 MSK 3ª giornata | Rhinos Cherepovets | 6 – 38 referto | Sankt Petersburg MČS University Team | Stadion Metallurg |

| San Pietroburgo 12 giugno 2022, ore 19:30 MSK 4ª giornata | Sankt Petersburg MČS University Team | 32 – 20 referto | Sechenov Phoenix 2 | Stadion Zvezda |

| Mosca 25 giugno 2022, ore 17:00 MSK 5ª giornata | Moscow Spartans 2 | 28 – 34 referto | Sankt Petersburg MČS University Team | Stadion v Taganskom Parke |

| San Pietroburgo 23 luglio 2022, ore 15:00 MSK 7ª giornata | Sankt Petersburg MČS University Team | 20 – 12 referto | Rhinos Cherepovets | Stadion Zvezda |

## Statistiche di squadra
| Competizione      | %Vittorie | In casa | In casa | In casa | In casa | In casa | In casa | In trasferta | In trasferta | In trasferta | In trasferta | In trasferta | In trasferta | Totale | Totale | Totale | Totale | Totale | Totale |
| Competizione      | %Vittorie | G       | V       | N       | P       | Pf      | Ps      | G            | V            | N            | P            | Pf           | Ps           | G      | V      | N      | P      | Pf     | Ps     |
| ----------------- | --------- | ------- | ------- | ------- | ------- | ------- | ------- | ------------ | ------------ | ------------ | ------------ | ------------ | ------------ | ------ | ------ | ------ | ------ | ------ | ------ |
| Stagione regolare | .833      | 3       | 2       | 0       | 1       | 58      | 80      | 3            | 3            | 0            | 0            | 128          | 54           | 6      | 5      | 0      | 1      | 186    | 134    |
| Totale            | .833      | 3       | 2       | 0       | 1       | 58      | 80      | 3            | 3            | 0            | 0            | 128          | 54           | 6      | 5      | 0      | 1      | 186    | 134    |